# Peripsocus alachuae
Peripsocus alachuae är en insektsart som beskrevs av Edward L. Mockford 1971. Peripsocus alachuae ingår i släktet Peripsocus och familjen sorgstövsländor. Inga underarter finns listade i Catalogue of Life.